# 馬斯溫戈
馬斯溫戈（英語：Masvingo）是津巴布韋東南部的城市，也是馬斯溫戈省的首府，鄰近大津巴布韋遺址，位於哈拉雷以南292公里。馬斯溫戈位於乾旱地區，平均每年降雨量只有600毫米，居民主要從事礦業和放牧業。

## 旅遊業
馬斯溫戈方圓30 mi（48 km）內有多個觀光點，包括距離12 mi（19 km）的大津巴布韋遺址、穆蒂里克維湖休閒公園（Lake Mutirikwi Recreational Park）、凱爾野生動物度假村（Kyle game resort）。

## 友好城市
- 英国米德爾斯伯勒